# Василівка (Любимівська селищна громада)
Васи́лівка — село в Україні, у Каховському районі Херсонської області. Населення становить 1456 осіб.

## Історичні відомости
Засновано приблизно у 90-х роках XVIII століття. Перша назва села — Катеринівка, яке отримує назву на честь поміщиці — володарки навколишніх земель. Після смерті поміщиці землі переходять у власність Володимира Білого. Постарілий поміщик Білий розділив свої землі між двома синами Михайлом та Василем. І на цих землях виникають нові поселення Михайлівка та Володимирівка, які були переселені на початку 50-х років ХХ століття, у зв'язку з будівництвом Каховського водосховища, яке затопило дані населені пункти. Мешканці сел переселені до села Катеринівка, яке у утой час мало вже назву Василівка.
Станом на 1925 рік у селі мешкало 127 осіб. У 1933 році село Катеринівка отримує назву Василівка. Весною 1933 року, існуюча у селі, комуна ім. Чубарєва реорганізована в артіль ім. Карла Маркса .
У 1940 році колгосп ім. К.Маркса налічує 3000 га землі, 10 тракторів, 3 автомобілі, молотарку, комбайн, 250 голів коней, 150 голів корів, 10 пар волів. 
Під час будівництва Каховської ГЕС в 1952—1953 роках жителі Василівки, Виноградівки, Михайлівки, Володимирівки та Антонівки були переселені на 2 кілометри вище на пагорб в нове село, яке пізніше назвали Василівкою. Через річку Конку та Дурицьку перевозили сторічні дерева, перегоняли худобу, проводили перепоховання останків пращурів та загиблих бійців Радянської Армії.
У Василівку із Софіївки (тодішня центральна садиба сільської ради) було переведено виконком сільської ради, яка з 1956 року стала називатися Василівською сільською радою, і очолював її на той час Шевчук Порфирій Карпович.
У 1950 році проводиться укрупнення колгоспів на території громади. До 1959 року працює два господарства: колгосп ім. К. Маркса та колгосп ім. Тельмана; у 1959 році утворюється один великий колгосп імені Карла Маркса з центральною садибою в селі Василівка. Очолювали новостворений колгосп спочатку Купальний Данило Гнатович, а потім його головою став Кучеренко Олексій Гаврилович.
У 1955 році відкрила свої двері для учнів Василівська середня школа. Першим її директором був Брельгін Володимир Федорович — людина енергійна, цілеспрямована. 16 вчителів навчали 250 учнів. Перший випуск десятикласників відзначився у 1957 році. З 1959 до 1965 року Василівська середня школа була експериментальною політехнічною (11–річною) школою з виробничим навчанням. За ці роки в школі був посаджений сад, виноградник. Трудову практику учні проходили на полях колгоспу ім. К. Маркса. З 1960 по 1962 роки директором школи працював Чехира Броніслав Петрович. Після нього до 1974року директором була Дубініна Ірина Григорівна, а до 1990 року її очолював Горбач Іван Мартинович. Останні 23 роки директором школи працює Мельниченко Олег Вікторович, депутат Каховської районної ради чотирьох скликань, енергійний, ініціативний керівник. Зі стін школи вийшло 1 475 випускників, серед них 52 медаліста. Багато своєї праці, знань, душевного тепла віддали учням, школі та громаді шановні вчителі: Верешко К. А., Надєєва Л. П., Олійник В. О., Мельниченко Л. Ю., Лопатіна Г. Г., Гришко М. П., Шалуба В. К..
Гордістю громади є дитячий садок в Василівці. В ньому виховується 70 дітей, а очолює його досвідчена та вимоглива завідувачка Ткаченко Ольга Миколаївна. Працює дві сільські бібліотеки у Василівці та Софіївці (завідувачі Протосвіцька І. А. та Мунтян Н. І.).
Діють дві релігійні громади: православна та бабтистська.
В 2011 році розпочато будівництво нового Свято- Воскресенського храму, а отець Дмитро Широкожуков настоятель Василівської парафії особисто контролює процес будівництва.
При в'їзді в село Василівка знаходиться найпотужніша на півдні України радіо-релейна станція побудована в 1970 році по трасі РРЛ Херсон-Сімферополь, станція має 2 технологічні будівлі площею 783,4 га, дизельну, двоповерхову трансформаторну підстанцію та щоглу висотою 198 м.
Поблизу Василівки та Софіївки виявлені залишки поселень епохи пізнього палеоліту й мезоліту (більш 10 тис. років і 10-8 тис. років тому), трьох поселень, курганні й безкурганні поховання епохи міді — бронзи (III—II тисячоліття до н. е.), поховання кімерійського періоду (VIII—VII ст. до н. е.), кочівників XI—XIII ст. н. е., а також поселення пізніх скіфів (II в. до н. е. –III ст. н. ери).

24 лютого 2022 року село тимчасово окуповане російськими військами під час російсько-української війни.

## Населення

### Мова
Розподіл населення за рідною мовою за даними перепису 2001 року:
| Мова            | Кількість | Відсоток |
| --------------- | --------- | -------- |
| українська      | 1366      | 93.82%   |
| російська       | 87        | 5.97%    |
| білоруська      | 1         | 0.07%    |
| румунська       | 1         | 0.07%    |
| інші/не вказали | 1         | 0.07%    |
| Усього          | 1456      | 100%     |